# Ocrélizumab
L'ocrélizumab est un anticorps monoclonal humanisé ciblant la protéine CD20 située sur la surface des lymphocytes B. Il est notamment utilisé comme traitement contre la sclérose en plaques.

## Efficacité
Il entraîne, en association avec le méthotrexate, une amélioration des symptômes de la polyarthrite rhumatoïde.
Dans la sclérose en plaques en rechute, il ralentit la progression de la maladie mieux que l'interféron bêta 1a. Dans sa forme progressive, il ralentit la progression de la maladie, tant au niveau clinique qu'à l'imagerie par IRM.